# The Mallard
The Mallard, officielt LNER A4 class 4468 Mallard, er et engelsk damplokomotiv bygget i 1930'erne af LNER og designet af Sir Nigel Gresley i Doncaster, Storbritannien.
Lokomotivet blev designet som trækenhed for eksprestog, med et vindtunneltestet aerodynamisk karosseri, som gjorde enheden i stand til at komme op på en fart af 160 km/t.
Lokomotivet var i tjeneste frem til 1963 da det blev pensioneret efter at have kørt ca. 2,5 millioner km. Det blev restaureret til funktionel stand i 1988 for at fejre dets 50 års jubilæum. The Mallard er nu en del af den britiske jernbanesamling ved National Railway Museum i York.

## Rekorden
The Mallard har rekorden som hurtigste damplokomotiv. Rekorden blev sat med ca. 202 km/t.  Rekorden blev sat 3. juli 1938 på en let faldende strækning ved Stoke Bank, syd for Grantham på East Coast Main Line.
Mallard var det perfekte lokomotiv til at slå sådan en rekord, lokomotivmodellen havde et strømlinet designet for at kunne holde en fart på mere end 100 mph i længere tid. Det var også en af de eneste som var udstyret med dobbelt skorstene og dobbelt Kylchap-udstødningsssystemer. Det trecylindrede design på A4-klassen medførte bedre stabilitet ved høj fart og de store 2032 mm hjul gjorde, at man fik flest mulig omdrejninger med datidens teknologi.
Stoke Bank var en bakke med et fald på mellem 1:178 og 1:200 . Mallard med seks vogne og en dynamometervogn passerede højdedraget Stoke Summit med en fart på 75 mph og begyndte at accelerere nedover. Farten ved slutningen af hver mile Stoke Summit blev målt til at være 87½, 96½, 104, 107, 111½, 116 og 119 mph, efter det aflæste man farten for hver halve mile med 120¾, 122½, 123, 124¼ og til sidst 125 mph. Indikatordiagrammet på dynamometervognen målte for et øjeblik 126 mph.
Kort tid efter rekordforsøget blev The Mallard overophedet og måtte tilbage til Doncaster for reparation. Årsagen til overophedningen var dårlig indretning giroppsettet som gjorde at cylindrene inde i lokomotivet fik en større del af arbejdsmængden end de to cylindre på ydersiden. Dette hændte ved høj fart og var hovedårsagen til Mallards overophedning under rekordforsøget.

## Kontroverser om rekorden
Mallards verdensrekord er aldrig blevet officielt slået af noget damplokomotiv, selv om en del tyske lokomotiver kom meget tæt på. Der eksisterer mange historier og rygter om højere hastigheder, men Mallards rekord er den eneste med dækkende dokumentation. Mange af datidens lokomotiver kunne sandsynligvis have kommet op på samme hastighed, men man tror at LNERs lange, lige, nedadgående strækning ved Stoke Bank spillede en lige så stor rolle i rekorden som lokomotivet og mandskabet.
Andre lokomotiver som kan kunne have kommet over 126 mph er New York Centrals Niagara 4-8-4, Pennsylvania Railroads S1 (som ifølge rygterne skulle have kunne komme over 140 mph) og T1 prototyper, Santa Fes 2900-klasse 4-8-4 og sidst men ikke mindst Milwaukee Roads A1 4-4-2 Atlantics og F7 4-6-4 Baltics. Milwaukee Road har fartrekorden for hurtigste damplokomotiv i rute. Dens ruteplan krævede at den kom over 100mph; det er med sikkerhed kendt at de kom over 120 mph relativt ofte.
Det var sandsynligvis frygten for at blive sagsøgt og omdømmet som et usikkert selskab på grund af rekordforsøg som skræmte de amerikanske jernbaneselskaber fra at forsøge at slå fartrekorden i 1930- og 1940'erne.